# مارکوس پاوس
مارکوس پاوس (انگلیسی: Marcus Paus؛ زادهٔ ۱۴ اکتبر ۱۹۷۹) آهنگساز اهل نروژ است.